# 내셔널 포스트
내셔널 포스트(National Post)는 캐나다의 신문으로, 영어로 캐나다 전역에 발행되는 일간지이다. 모회사는 포스트미디어 네트워크로, 본사는 온타리오주 토론토에 있으며 월요일부터 토요일에 발행된다. 1998년 콘래드 블랙에 의해 설립되었다. 발행 부수는 약 20만부이다.